# Junodia hararensis
Junodia hararensis es una especie de mantis de la familia Hymenopodidae.

## Distribución geográfica
Se encuentra en Etiopía y Somalia.